# Кацурис, Панайотис
Панайо́тис Кацу́рис (греч. Παναγιώτης Κατσούρης; 28 октября 1976 — 9 февраля 1998) — греческий футболист, выступавший на позиции левого защитника. Известен по играм за «Наусу» и ПАОК в Греческой Суперлиге.

## Игровая карьера
Родился 28 октября 1976 года. Игровую карьеру начинал в клубе «Науса», выступавшем в чемпионате Греции: дебют пришёлся на сезон Суперлиги 1993/1994. В дебютном сезоне сыграл 13 матчей, забив один гол, после чего сыграл два сезона в дубле. С лета 1996 года выступал в составе клуба ПАОК. 8 сентября 1996 года провёл дебютную игру в его составе: тренер клуба Гундер Бенгтссон включил его в стартовый состав на матч против ОФИ, который ПАОК проиграл со счётом 3:1.
Свой первый гол Кацурис забил в ворота «Атинаикоса». За сезон 1996/1997 провёл 21 матч в чемпионате Греции, забив один гол; во втором сезоне сыграл всего 3 матча в Суперлиге и забил также один гол. Зимой 1998 года в связи с ожидаемым переходом Василиса Лакиса в ПАОК обсуждалась возможность аренды Кацуриса в «Панилиакос», но он отказался от аренды и остался в ПАОК. Свой последний матч за клуб Кацурис сыграл 25 января 1998 года, а всего он сыграл во всех турнирах 29 матчей и забил 3 гола: из них 24 матча в чемпионате Греции, 4 в Кубке Греции и один в Кубке УЕФА 1997/1998 (игра против «Атлетико Мадрид»).
Выступал за сборные Греции до 19 и до 21 года, а также за сборную Греции, составленную из военнослужащих. С ней он в 1997 году выиграл Кубок мира среди военнослужащих в Тегеране, выйдя в финальном матче против Италии на замену на 83-й минуте вместо Йоргоса Карагуниса.
Был племянником греческого футбольного тренера Бабиса Теннеса.

## Смерть и память
Панайотис Кацурис погиб в автокатастрофе 9 февраля 1998 года, когда в 4:30 в районе развилки на Терми и Салоники его автомобиль на полной скорости врезался в заграждения: по сообщениям полиции, игрок мог не справиться с управлением. Незадолго до трагедии он с друзьями играл в футбол 5x5.
На стадионе «Тумба» у выхода одной из раздевалок был установлен памятник Кацурису. На месте автокатастрофы ежегодно проводятся поминальные мероприятия в присутствии руководства клуба ПАОК, игроков команды и друзей Панайотиса. С 13 по 15 апреля 2009 года клубом ПАОК в спортивном центре «Атермон» был проведён юниорский турнир, которому присвоили имя Панайотиса Кацуриса. Позже этот турнир стал ежегодным, а в нём стали принимать участие команды академий футбольных клубов Греции. Игровой номер 17, под которым выступал Кацурис за ПАОК, был изъят из обращения.